# 按服務收費
按服務收費（英語：Fee-for-service，FFS）是一種收費模式，把提供的服務解開，針對其中的每一項服務，單獨計算收費。
在醫療衛生領域，這種模式會激勵醫生提供更多的服務，因為收費是根據醫療的次數，而不是根據醫療最終的品質來做決定。然而，按績效計算報酬是否能有效改善醫療的品質，則也還沒確切的證據來表明它是成功，或是失敗的。同樣的，當患者的費用是經由醫療保險覆蓋（費用分攤）的時候，就會激勵他們採用任何可能有益的醫療服務，按服務收費的成本因此會增加，把綜合式護理的功效削弱。各界已經嘗試過、建議過、或發動過各種改革措施，企圖把這種支付方式的影響降低（例如轉向捆綁式付款和論人計酬支付等方式）。在論人計酬付費的情況下，醫師沒執行療程（包括必要的程序）的動機，因為他們不會因做這些事而得到額外的報酬。
FFS是美國主要的醫師收費方式。在日本醫療衛生系統中，FFS與全國性的定價機制（全數支付者統一定價）混合使用，以便達到控制成本的目的。

## 醫療衛生
在醫療保險和醫療衛生的行業中，如果醫生和其他醫事人員根據每一項服務（例如門診服務、測試、療程、或其他服務）分開收取費用，就是FFS的觀念。服務發生之後才會收款。FFS有導致醫療衛生成本被提高的作用。
FFS有刺激患者過度使用不必要的醫療照顧的可能，高額費用因而產生，對於患者可能有財務上的利益衝突。
FFS會激勵醫生增加提供服務。如果費用由第三方買單，則患者（以及醫生）不會有費用方面的顧慮。患者在由第三方付款時，當然歡迎接受服務，因為"當人們想要得到心中所想的產品或服務，又無需顧慮成本時，他們更會多加利用。 "
有證據顯示，接受FFS模式付費的初級照護醫師，會比按論人計酬支付或僅為受薪的醫生，為患者提供更多的療程。FFS模式會激勵初級照護醫師投資在影像診斷診所，並做醫師自我推薦來創造額外收入。
私人執業醫師和小型診所最容易受到政府和第三方付款人降低服務費用報銷的影響。不斷上升的監管要求，例如購買和安裝昂貴的電子健康記錄設備，以及政府為糾正Medicare欺詐和濫用行為所做的各種管制措施，導致這些人或機構的行政管理費用膨脹，收入受到侵蝕。
雖然大多數業者的做法是屈從於需要看更多的病人，並增加服務的次數來維持收入，但也有許多醫生在尋求替代模型作為解決方案。除了基於價值的報銷模型（例如按績效計算報酬和盡責護理組織）（ACO）之外，對於舊有的禮賓服務和直接付款模式的興趣也再度興起。當患者有更多的機會與醫生聯繫，並且醫生有更多的時間與患者共處時，像影像診斷和測試等的利用率就會下降。
FFS系統相對於協調式護理（或稱綜合式護理，如同梅奧醫院等機構所實施）的執行是一種障礙，因為它獎勵個別臨床醫生做單獨的治療。在FFS系統之下，醫療機構不會給予需要高昂費用患者特別的注意。往往給予特別注意的醫療機構僅利用電話診斷，不需住院，也不要透過911的緊急救護，即可解決患者的問題。目前FFS仍是美國主要的醫療費用付款方式。醫療機構的高級主管們對於由 FFS轉入管理式醫療護理感到遺憾，認為轉變會把"以生產效率為導向的醫生，轉變為自我滿足，只拿薪水的打工族。" 從FFS模式轉向綜合式護理之後，普通科醫生的自主權降低。從FFS模式轉出後，患者對醫生的選擇受到限制，就像荷蘭嘗試轉移到協調式護理的結果一樣。
當醫生無法為單項服務收費時，他就沒有提供服務的動機，尤其是如果當時有別的收費的機會。當專家對資料做評估（例如檢驗資料或者成像照片，稱為電子診斷（ e-referral））而不是親自見到患者，這種做法通常可提高醫療品質並同時降低成本。但是，"在私人FFS收費的背景下，專家對於收入損失的擔憂，變成是移往電子診斷的強大障礙，如果醫療計劃能夠補償專家處理電子診斷所花費的時間，這種障礙說不定可被克服。" 
在加拿大，從1990年到2010年，按FFS收費的服務比例有大幅度轉變。對55歲以下患者發生的護理費用減少，而對65歲以上患者的診斷服務費用則大幅增加。

## 改革
從FFS轉向按績效計算報酬，有刺激在品質和效率改進的作用，以取代僅就數量做考慮的缺失。 除了梅奧醫院之外，其他醫療衛生系統，如賓西法尼亞州的Geisinger醫療系統、猶他州的Intermountain醫療機構、俄亥俄州的克里夫蘭醫院、和凱撒醫療系統，它們運用協調式/綜合式護理式的系統來取代FFS系統，這種新的模式是根據治療患者的結果，在提供醫師們薪水之外，還有領取額外獎金的機會。協調式醫療與FFS相比，可以節省約50％的成本，但為付款人提供的長期節省可能不會超過40％。
盡責護理組織（ACO）是因《 PPACA》而設立的組織，目標是從FFS的付費模式轉向綜合式護理。但是ACO大致上是適合FFS的框架，並且不會完全放棄FFS的方式。這種做法顯示的是決策者試圖避免激起公眾的強烈抗議，就像在1990年代的管理式醫療護理組織所產生的，由於這項法案讓醫療機構有減少提供服務的動機。PPACA的目標是首先將FFS支付方式從Medicare移出，然後再由其他支付者移出。一項在瑞士做的研究顯示，醫生希望在從FFS轉向綜合式護理模式之前，能大幅提高薪水，而患者的希望則是在選擇保險之前先降低保險費，研究結論暗示PPACA想達成目標的困難度
在中國大陸，由於FFS系統讓醫療服務成本高昂、效率低下、質量低劣，導致醫學倫理的沉淪，因此有改革方案被提出，用來調整醫療衛生機構的激勵機制。新的付款模式正在試驗中，包括加強醫學倫理，修改醫療機構的利潤動機，以及如果醫院保留住獲利的動機，則把對醫生的激勵措施從醫院的獲利目標分開處理。
在美國，1990年代從FFS轉向純粹論人計酬支付系統，引起患者和醫療衛生機構的強烈反彈。不論是什麼疾病，純論人計酬支付方式僅需按照患者人數支付固定費用，讓醫生會設法避開花費最高的患者（也是要花費醫生最多功夫的患者）。為了避免陷入FFS和純粹論人計酬支付之間的陷阱，捆綁式付款和綜合式護理付款的模型被提出，用來取代。2009年，麻薩諸塞州的醫療保健費用，因為在全美排名最前，在立法授權之下，找來十名醫療衛生專家組成工作小組（麻薩諸塞州支付改革委員會 (the Massachusetts Payment Reform Commission)），負責找出解決的方法；他們一致的結論是必須放棄FFS模型。他們建議的計劃中包括一種類似捆綁式付款的付費方式。美國沒有任何一州嘗試完全把FFS放棄。 No US state had attempted to do away with FFS.
美國的聯邦醫療保險（Medicare）採用的是FFS的報銷方式  Medicare付款諮詢委員會（MedPAC）在2011年中期向國會提交的報告中呼籲建立一種機制，用來抑制Medicare受益人不必要的醫療護理，從而減少FFS產生的高額支出。

## 專利
美國專利及商標局的收費方式，使用的是FFS模式。

## 房地產
在房地產的交易，也有用FFS收費來取代支付成交佣金的方式。用FFS的模式，經紀人可根據帶客戶參觀物件的次數，或是其他服務方面來收取費用。